# مجلس مؤسسان سوم ایران
انتخابات مجلس مؤسسان سوم ایران به همراه انتخابات مجلس ایران سال ۱۳۴۶ در سراسر کشور برگزار شد و مجلس مؤسسان سوم با هدف بازنگری اصول ۳۸، ۴۱ و ۴۲ متمم قانون اساسی بنابر لایحه ارسالی و درخواست دولت در روز ۲۸ مردادماه گشایش یافت. با اصلاح این اصول، نیابت‌سلطنت به شهبانو و شورای نیابت‌سلطنت واگذار شد تا هرگونه وقفه در امر سلطنت در صورت مرگ شاه از بین برود.

## انتخابات مجلس مؤسسان سوم
انتخابات مجلس مؤسسان ایران همزمان با انتخابات مجلس شورای ملی و مجلس سنا در ۱۳ مرداد ۱۳۴۶ خورشیدی برگزار شد.

مجلس مؤسسان سوم در روز شنبه ۲۸ مردادماه سال ۱۳۴۶ با سخنرانی محمدرضا پهلوی گشایش یافت.
او در سخنرانی خود گفت:
 در این موقع که ملت ایران نمایندگان برگزیده خود را به نیت مشاوره و اخذ تصمیم دربارهٔ موضوعی که از لحاظ قوام و دوام رژیم کهنسال ایران و جلوگیری از هر نوع وقفه و فتور احتمالی در حسن جریان امور سلطنت اهمیت کامل دارد، بدین مجلس گسیل داشته‌است… یقین داریم نمایندگان این مجلس مؤسسان پیشنهاد دولت با مداقه و رسیدگی کامل و از روی کمال وطن‌پرستی و وجدان بررسی و وظیفه‌ای را که در برابر ملت و تاریخ ایران به عهده گرفته‌اند، به بهترین صورتی که به صلاح مملکت تشخیص دهند انجام خواهند داد.

## عملکرد و مصوبات
پس از گزینش شعب شش‌گانه، در جلسه نخست، هیئت رئیسه دائمی مجلس با آرای نمایندگان انتخاب شدند. در جریان انتخابات هیئت‌رئیسه، شریف امامی با ۲۵۷ رأی موافق از مجموع ۲۶۹ رأی به ریاست مجلس مؤسسان برگزیده شد. خطیبی و صدیق اعلم نیز به عنوان اعضای هیئت‌رئیسه برگزیده شدند.

دولت در نخستین روز شهریور ماه ۱۳۴۶ لایحه پیشنهادی خود برای اصلاح اصل ۳۸، ۴۱ و ۴۲ متمم قانون اساسی را با امضای وزیر کشور وقت عبدالرضا انصاری و نخست‌وزیر وقت امیرعباس هویدا به مجلس مؤسسان تقدیم کرد.
اصل ۳۸: در موقع انتقال سلطنت ولیعهد وقتی می‌تواند شخصاً امور سلطنت را متصدی شود که دارای بیست سال تمام شمسی باشد. اگر به این سن نرسیده باشد شهبانو مادر ولیعهد بلافاصله امور نیابت سلطنت را به عهده خواهد گرفت مگر اینکه از طرف پادشاه شخص دیگری به عنوان نایب‌السلطنه تعیین شده باشد. نایب‌السلطنه شورایی مرکب از نخست‌وزیر و رؤسای مجلسین و رئیس دیوان عالی کشور و چهار نفر از اشخاص خبیر و بصیر کشور به انتخاب خود تشکیل و وظایف سلطنت را طبق قانون اساسی با مشاورهٔ آن شورا انجام خواهد داد تا ولیعهد به سن بیست سال تمام برسد. در صورت فوت یا کناره‌گیری نایب‌السلطنه شورای مزبور موقتاً وظایف نیابت سلطنت را تا تعیین نایب‌السلطنه از طرف مجلسین از غیر خانوادهی قاجار انجام خواهد داد. ازدواج شهبانو نایب‌السلطنه در حکم کناره‌گیری است.
اصل ۴۱: در موقع رحلت پادشاه طبق اصل ۳۸ عمل خواهد شد در این مورد و همچنین در مورد انتقال سلطنت هرگاه نایب‌السلطنه به ترتیب مقرر در اصل مذکور معلوم نشده باشد از طرف مجلسین در جلسهٔ فوق‌العاده مشترکاً نایب‌السلطنه‌ای از غیر خانوادهی قاجار انتخاب خواهد شد و تا انتخاب نایب‌السلطنه هیأتی مرکب از نخست‌وزیر و روسای مجلسین به انتخاب هیئت دولت موقتاً امور نیابت سلطنت را عهده‌دار خواهد شد. نایب‌السلطنه که به ترتیب مذکور در این اصل و اصل ۳۸ عهده‌دار امور نیابت سلطنت می‌شود نیز باید طبق اصل ۳۹ سوگند یاد کند. هر کس به مقام نیابت سلطنت برسد از رسیدن به مقام سلطنت ممنوع است.
اصل ۴۲: در هر مورد که نایب‌السلطنه از طرف مجلسین انتخاب می‌شود انعقاد جلسهٔ مشترک مجلسین بیش از ده روز نباید به تعویق بیفتد. هرگاه دورهی نمایندگی نمایندگان هر دو مجلس یا یکی از آنها منقضی شده باشد و نمایندگان جدید انتخاب نشده باشند نمایندگان سابق حاضر می‌شوند و مجلسین منعقد می‌گردد. در صورت انحلال یک یا هر دو مجلس تا تشکیل مجلس جدید و انتخاب نایب‌السلطنه امور نیابت سلطنت موقتاً به عهدهٔ هیئت مذکور در اصل چهل و یکم خواهد بود. پادشاه می‌تواند در موقع مسافرت و در غیاب خود شورایی برای ادارهٔ امور سلطنت انتخاب یا نایب‌السلطنه تعیین کند که با مشاورهی شورای مزبور امور سلطنت را موقتاً برای مدت مسافرت و در غیاب پادشاه انجام دهد.

## فرجام
قانون اساسی پس از بازنگری سال ۱۳۴۶ در مجلس مؤسسان سوم تا سال ۱۳۵۸ و پس از انقلاب تقریباً بدون تغییر ماند. در سال ۱۳۵۸ با تشکیل مجلس خبرگان قانون اساسی، قانون اساسی مشروطه به صورت کلی متحول و تقریباً از میان رفت و نظام جمهوری اسلامی جایگزین نظام پیشین شد.